# Vlaamse Pool Biljart Federatie
De Vlaamse Pool Biljart Federatie (VPBF) is een Vlaamse organisatie die zich bezighoudt met pool-sport (in tegenstelling tot de Vlaamse Snooker Federatie, die op snooker gericht is).
De VPBF is ondergeschikt aan de Pool-Billiard Belgium (PBB), die zich over de nationale aangelegenheden ontfermt. 

## Doel
Het doel van de VPBF is een medium te zijn voor de geïnteresseerde spelers in Vlaanderen. De VPBF brengt deze samen in een regionale competitie en geeft de spelers de ruimte en de contacten om te groeien in hun sport.
Naast het organiseren van de verschillende competities tracht de VPBF ook de pool-sport in een positief daglicht te stellen bij de niet-spelers en het verspreiden van de kennis over de verschillende reglementen. 

## Afdelingen
De VPBF  heeft afdelingen in bijna iedere Vlaamse provincie:

### West-Vlaanderen- VPBF Afdeling West-Vlaanderen
De west-Vlaamse afdeling speelt in seizoen 2015-2016 met een totaal van 18 ploegen verspreid over 2 afdelingen. 1e afdeling (voorheen Ere afdeling) heeft 10 ploegen en 2e afdeling 8 ploegen (initieel 9 ploegen). Deze ploegen komen uit een 7-tal lokalen verspreid over de provincie. De wekelijkse speelavond is vrijdagavond maar ploegen kunnen onderling overeenkomen om een match vroeger te spelen (al dan niet op een andere dag). 

#### Reguliere competitie - eerste afdeling
De eerste afdeling van de reguliere competitie speelt de volgende games:
- 1x 14.1 (Race to 105)
- 1x 10-Ball (Race to 7)
- 2x 8-Ball (Race to 6)
- 2x 9-ball (Race to 7)

De ploeg met grootst aantal gewonnen frames wint.

#### Reguliere competitie -tweede afdeling
De tweede afdeling van de reguliere competitie speelt de volgende games:
- 1x 14.1 (Race to 75)
- 1x 10-Ball (Race to 6)
- 2x 8-Ball (Race to 5)
- 2x 9-ball (Race to 6)

De ploeg met grootst aantal gewonnen frames wint.

#### Beker van West-Vlaanderen
Bij de beker van West-Vlaanderen worden de volgende games gespeeld:
- 3x 8-Ball (Race to 6)
- 3x 9-Ball (Race to 7)

De ploeg met grootst aantal gewonnen matches wint

### Overige afdelingen
- Oost-Vlaanderen (momenteel niet actief)
- Brabant & Antwerpen
- Limburg

De afdelingen zijn verantwoordelijk voor de regionale competities.

## Speldisciplines
In de verscheidene regionale competities worden er meerdere spel disciplines gespeeld. De voornaamste omvatten 8-ball; 9-ball; 14.1 (straight pool); 10-ball en in sommige regios ook een Scottish Double. In deze laatste spelvariant speelt men 2 tegen 2 waarbij het ene team aan de beurt blijft zolang het geldig scoort maar bij elk shot verwisselt men van speler. Er wordt dus nooit 2x door dezelfde speler na elkaar geschoten. Mist een speler een bal, dan gaat de beurt naar het ander team.